# デジモン (ワンダースワン版)
デジモン (ワンダースワン版)は、デジモンのゲームの中でワンダースワン対応のもの。

## 特徴
秋山リョウVS.ミレニアモンシリーズのRPGが代表的。
他にも、デジモンの原点である育成シミュレーション、一風変わったシステムのアクションや、言葉を教えるなど、さまざまな種類がある。

## シリーズ

### 育成シミュレーション
デジタルモンスター Ver.WonderSwan
携帯ゲームデジタルモンスターのワンダースワン版。8体までの同時育成が可能。同梱の通信アダプターを使うことで携帯ゲームのデジモンともバトルできる。Ver.1〜4&ペンデュラム1のデジモン全てが出演。
さらに、ゴーレモン・ムシャモン・ドクグモン・スナイモン・キメラモン・アシュラモンは今作が初めての登場。
デジタルモンスター ディープロジェクト
育成RPG。放牧するフィールドや育て方によって、様々なデジモンに進化する（総バリエーション150タイプ以上）。ストーリーを進めるごとに育てられるデジモンが増える。
「ほめる」「しかる」など、『デジモンワールド』に似ている部分がある。

### 秋山遼VS.ミレニアモンシリーズ
ゲーム内では、デジモンアドベンチャー・デジモンアドベンチャー02、デジモンテイマーズの話と連動したストーリーとなっている。

#### デジモンアドベンチャー アノードテイマー&カソードテイマー
デジモンアドベンチャーの冒険が終わり、『選ばれしこども』たちに平穏な日々が戻ってきた。
しかし、彼らに倒された敵の生き残り・キメラモンとムゲンドラモンが互いに生き残るために融合し、ミレニアモンとして復活、時間を操る能力を駆使してかつての強敵デジモンたち（デビモン、エテモン、ヴァンデモン、ピエモン）を復活させ、こどもたちを異空間へ幽閉してしまう。
大晦日にチャットを楽しんでいた主人公・秋山リョウがアグモンに助けを求められ、デジタルワールドで冒険をすることになる。
このアノードテイマーとカソードテイマーはパラレルワールドの位置づけで、リョウや選ばれし子供たちやパートナーデジモンたちが同時に別世界に二人存在していることになっている。
アノードテイマー
秋山遼とミレニアモンの長い戦いの幕開けともなる作品。
このゲームの醍醐味は、特定のデジモンでチームを組んで戦うと閃くヴァリアヴル技というもの。完全体・究極体のデジモンはほとんどこのヴァリアヴル技として出演。また、デジモンアドベンチャーに出てきた中ボスたちは、このゲームでも中ボスとなっている。
クリア後は隠しダンジョンがあり、やりこみ要素も深い。なお、ブイドラモンはアノードテイマーの大会優勝者などのみにデータ配信されている（イベントでの配布も行われた）。エアロブイドラモンとゴッドドラモンとオメガモンのヴァリアヴル技はブイドラモンがいなければ覚えることができない。
カソードテイマー
アノードテイマーの少し後に発売されたゲーム。デジモンアナライザーと通信が出来るようになった。
アノードテイマーの色違い版であるが、登場するデジモンやイベントが多少違う。アノードテイマーは飛行系が多く、副ボスとしてキメラモンが出現するのに対して、カソードテイマーは水中系が多く、副ボスとしてムゲンドラモンが出現する。ストーリーはアノードテイマーと同じ。
なお、アノードテイマーにしか出ないデジモンとカソードテイマーにしか出ないデジモンをチームにしなければ覚えられないヴァリアブル技も存在するが、それらは強力なものが揃っている。

#### デジモンアドベンチャー02 タッグテイマーズ
アノードテイマー・カソードテイマーの続編。アニメのデジモンアドベンチャー02のキャラクター・一乗寺賢と、主人公の秋山リョウの二人が別々の世界を冒険していく。
前作のラスボス・ミレニアモンはムーン＝ミレニアモンに進化し、またも強大な敵となる。デジモンアドベンチャー02のストーリーと一部リンクしており、賢がした冒険とは、またデジモンカイザーへ変貌した理由が何であったかなど、アニメでは語られていない内容が分かる。

#### デジモンアドベンチャー02 ディーワンテイマーズ
タッグテイマーズの続編。基本的システムはタッグテイマーズと同じ。
四聖獣達の覇権争いを止めるためにデジタルワールドに呼び出されたリョウが、いくつもの大会を制覇していく。今作はワンダーゲートにも対応していた（ただし現在は利用不可）。各ダンジョンにいる中ボス、多くのイベント、前作よりもやりやすくなったジョグレスなどが特徴。

#### デジモンテイマーズ ブレイブテイマー
前作のラストシーンで過去の世界に飛ばされ、記憶を失ったリョウ。一方、未来の世界に飛ばされたミレニアモンは歴史を改竄するため過去の世界へ刺客を送り出してきた。
このゲームはパートナーがモノドラモンに指定され、各ステージごとに用意されたパートナーを選択するタイプになっている。このモノドラモンがデジモンテイマーズの秋山リョウのパートナーデジモンとなる。
今までのように沢山のデジモンを集めるのではなく、アニメの人気キャラに固定された型のRPGとなった。さらに、ダンジョンのフロアごとに戦闘がおこるではなく、ダンジョンを歩いているとエンカウントで敵が出現する、という形式になった。
今までのミレニアモンシリーズのゲームの世界にいくことが出来る。
今作で、リョウとミレニアモンの長き戦いについに終止符が打たれる。最後に秋山リョウがどうなったか、記憶は戻ったか、元の世界に帰れたかは一切不明。

### バトルスピリット
デジモンテイマーズ バトルスピリット
デジモンアドベンチャーからデジモンテイマーズまでのパートナーデジモンたちを操作する対戦型アクションゲーム。
格闘ゲームのようにキャラの体力を削りあうのではなく、敵を攻撃すると出てくるスピリットと呼ばれる玉を集め、時間内に集めたスピリットの合計数を競い合う。フィールド上に現れるクルモンの力を借りることで『進化』し大逆転が可能になっている。
過去にこのバトルスピリットの大会は、東アジアを中心に世界中で開かれた。
バトルスピリットは過去のワンダースワンのデジモンのゲームより洗練されたデザイン·ゲーム性であった。
デジモンテイマーズ バトルスピリットVer.1.5
「デジモンテイマーズ バトルスピリット」の改良版。
前作の隠しキャラが最初から使えたり、パタモン・テイルモン・ベルゼブモンブラストモード・デュークモンクリムゾンモードが登場したり、ステージ数・ミニゲームが追加されているなど、前作よりも楽しむことのできる要素が増えた。またタグシステムにより、より一層楽しみが深まった。
バトルスピリット デジモンフロンティア
バトルスピリットのデジモンフロンティア版。2点分・3点分のスピリットなど、ゲーム性が深まった。キャラクター数は前作と比べると少ない。
一定時間だけ技を使う時にビーストに変化するモードチェンジが可能。ヒューマンモードはビーストに比べて利点は無い。十闘士を召喚して攻撃させる技もある。
前作よりも、逆転のチャンスは少なくなった。

### その他
デジタルパートナー
ファイル島を舞台にデジモンアドベンチャーとデジモンアドベンチャー02のパートナーデジモンたちに言葉を教え、共に戦う。
PS用ソフト『ポケットデジモンワールド』と、PocketStationを介してデータ連動が可能になっている。また、携帯デジタルモンスター専用アダプターで『デジタルモンスター』『デジモンペンデュラム』『デジヴァイス』のデータ連動も可能。
デジモンテイマーズ デジモンメドレー
『デジモンアドベンチャー』『〜02』『〜テイマーズ』『劇場版』に登場した18人のキャラからプレイヤーを選び、アニメのストーリーに沿って冒険していくRPG。『テイマーズ』のストーリーを別の作品のキャラクターで遊べたり、『テイマーズ』のキャラで他の作品のストーリーで遊ぶことが可能だが、選ぶキャラクターによってストーリーが違ってくる。アニメには無かったオリジナルストーリーも多い。「アグモンか!?ゴマモンか!?」のシーンなど。
デジタルモンスターカードゲームVer.WonderSwanColor
デジタルモンスターカードゲームを使ってストーリーを進めていく。実際のカードについているナンバーを入力することでゲーム中でそのカードを利用することが出来る。デジモンカードゲームの初心者にも上級者にも楽しめるつくりとなっている。
なお、樹莉に五回勝つと止まる、攻撃力二倍をつかったのにならない、「実は君、飛べないの?」は成長期は使えないはずなのにタカトのギルモンは使っているなど、バグが大量に発見されている。